# Siegfried Kampl
Siegfried Kampl (* 13. August 1936 in Steuerberg, Kärnten) ist ein österreichischer Politiker. 
Von 1991 bis 2021 war er Bürgermeister von Gurk und war für die Freiheitliche Partei Österreichs (FPÖ) bzw. für das Bündnis Zukunft Österreich (BZÖ) und Die Freiheitlichen in Kärnten (FPK) von 2004 bis 2005 Mitglied des österreichischen Bundesrats. 

## Schulische und politische Karriere
Kampl absolvierte die landwirtschaftliche Berufsschule und eine landwirtschaftliche Fachschule. 1960 heiratete er Elisabeth Bucher und übernahm 1962 eine Landwirtschaft in Reichenhaus (Gemeinde Gurk). 1974 wurde Kampl zum Ortsparteiobmann der FPÖ Gurk gewählt, zwei Jahre später wurde er Bezirksparteiobmann der FPÖ Sankt Veit an der Glan. Nach seinem Einzug in den Gurker Gemeinderat 1979 wurde er sofort zum Vizebürgermeister gewählt und übte diese Position zwölf Jahre lang aus. Darüber hinaus saß er zwischen 1982 und 1994 für die FPÖ im Kärntner Landtag und übte elf Jahre lang die Funktion des Vizepräsidenten im Kärntner Gemeindebund aus. 1991 wurde Kampl schließlich mit 53,4 Prozent der Stimmen zum Bürgermeister von Gurk gewählt. Bei der Wahl zum Kärntner Landtag im Jahr 2004 engagierte sich Kampl noch einmal auf Landesebene und saß im Verhandlungsteam der FPÖ für die Regierungsverhandlungen mit der Sozialdemokratischen Partei Österreichs (SPÖ). Vom freiheitlichen Klub im Kärntner Landtag wurde er 2004 in den österreichischen Bundesrat entsandt, dem er bis 2005 angehörte.
Kampl galt in der FPÖ als „Urgestein“ und war von Beginn an ein Unterstützer Jörg Haiders, den er, als dieser am Innsbrucker FPÖ-Parteitag 1986 Parteiobmann der FPÖ wurde, gemeinsam mit Reinhart Gaugg auf Schultern getragen hatte. Als Haider 2005 das BZÖ als Abspaltung von der FPÖ gründete, folgte er ihm zu der neu gegründeten Partei. Nach Haiders Tod im Jahr 2008 spalteten sich mehrere Kärntner BZÖ-Politiker, darunter auch Kampl, unter dem Namen „Die Freiheitlichen in Kärnten – Freiheitliche Partei Kärntens (FPK)“ vom BZÖ ab und näherten sich wieder der FPÖ an, zunächst in einer Kooperation „nach CDU/CSU-Modell“, bis die FPK nach der verlorenen Landtagswahl in Kärnten 2013 als Landesgruppe wieder in der FPÖ aufging. So war Kampl nacheinander als FPÖ-, BZÖ-, FPK- und schließlich wieder FPÖ-Politiker tätig. Im September 2014 wurde er aus der FPÖ ausgeschlossen, nachdem er sich in einem Interview mit der Kleinen Zeitung ausdrücklich nicht vom Nationalsozialismus distanzieren wollte. 2017 wurde der Ausschluss wegen eines Formfehlers wieder aufgehoben. Im August 2017 trat er aus der Partei aus.

### Skandale um Kampl
Für politisches, mediales und öffentliches Aufsehen sorgte eine Rede Kampls am Bundesrat am 14. April 2005, in der er sich gegen die Rehabilitierung von Wehrmachtsdeserteuren aussprach. Darin bezeichnete er Wehrmachtsdeserteure als „zum Teil Kameradenmörder“ und sprach davon, dass es nach dem Ende des Zweiten Weltkrieges und der nationalsozialistischen Herrschaft in Österreich eine „brutale Naziverfolgung“ gegeben hätte. Auch er selbst und seine Familie hätten unter der Situation der Nachkriegszeit zu leiden gehabt („ich habe sie mit voller Brutalität gespürt – fünf Geschwister, Mutter 1944 verstorben, Vater drei Jahre in Wolfsberg“). Unerwähnt blieb dabei, weshalb sein Vater Franz Kampl (geb. 1904) im britischen Internierungslager in Wolfsberg inhaftiert war. Kampl sen. war bereits 1934 der, zu jenem Zeitpunkt in Österreich verbotenen, NSDAP beigetreten. Der Jungbauer stieg nach dem „Anschluss“ Österreichs an das Deutsche Reich 1938 zum Ortsgruppenleiter in seiner Heimatgemeinde Steuerberg auf. Im Jahr 1940 denunzierte er eine Frau, nachdem sie Kritik an Hitler und dem Krieg geäußert hatte. Dafür wurde er 1946 von ebendieser Frau, nach § 7 Kriegsverbrechergesetz, angezeigt. Der Prozess am 25. Juni 1948 in Klagenfurt endete mit der Verurteilung zu einer 10-monatigen Freiheitsstrafe, die er jedoch nicht antreten musste, da ihm die Zeit im Internierungslager (1945–1947) angerechnet wurde.
Gerade im Jubiläumsjahr 2005 (60 Jahre Kriegsende, 50 Jahre Österreichischer Staatsvertrag und Beschluss der österreichischen Neutralität) hatte Kampl mit seinen Äußerungen über Deserteure und eine „brutale Naziverfolgung“ Empörung bei SPÖ und Grünen ausgelöst und wurde schließlich auch von Seiten der Österreichischen Volkspartei (ÖVP), des Koalitionspartners des BZÖ auf Bundesebene, zum Rücktritt gedrängt. Am 28. April 2005 legte er sein Bundesratsmandat und seine Mitgliedschaft im BZÖ ab, revidierte erstere Entscheidung jedoch bereits am darauffolgenden Tag und begründete diese Entscheidung mit Kritik an seiner Person durch den amtierenden Bundesratspräsidenten Georg Pehm (SPÖ).
Nach der damals geltenden Gesetzeslage hätte Kampl mit 1. Juli 2005 das Amt des Bundesratspräsidenten übernehmen sollen, ohne dass dies vom Bundesrat oder vom Kärntner Landtag beeinflussbar gewesen wäre. Auf Drängen der Opposition erarbeitete die Regierung eine Verfassungsänderung (Lex Kampl, in Kraft getreten am 25. Juni 2005), die es ermöglichte, dass jemand anders an Stelle Kampls Bundesratspräsident werden konnte. Die Verfassungsnovelle beinhaltete, dass die Reihenfolge der Kandidaten für das Amt von den jeweiligen Landtagen beliebig verändert werden kann. Der so gewählte Präsident muss aber aus derselben Partei kommen wie der zuvor erstgereihte.
Wie das Nachrichtenmagazin profil berichtete, hatte Kampl auch schon in der Vergangenheit (1991) einschlägige Aussagen getätigt:
- „Wenn es den Hitler nicht gegeben hätte, wäre Österreich jetzt kommunistisch“ oder
- „Wenn es das achtunddreißiger Jahr nicht gegeben hätte, hätte die Hälfte der Bauernhöfe zusperren müssen.“ (gemeint ist der „Anschluss“ Österreichs an das Deutsche Reich am 12. März 1938)[6]

Im September 2014, in einem Interview mit der Kleinen Zeitung im Vorfeld der Gemeinderats- und Bürgermeisterwahlen in Kärnten 2015, bei denen er erneut als FPÖ-Kandidat für das Bürgermeisteramt von Gurk zu kandidieren vorhatte, wurde er gefragt, ob er sich bei dieser Gelegenheit vom Nationalsozialismus distanzieren wolle. Seine Antwort („Nur von dem, was sie gemacht haben, distanziere ich mich, nicht vom Nationalsozialismus. Das darf man nicht sagen, dass der zum Teil schlecht war.“) führte noch am Tag der Veröffentlichung zum Parteiausschluss.